# Landesregierung Ambrozy
Die Landesregierung Ambrozy bildete die Kärntner Landesregierung in der 25. Gesetzgebungsperiode vom Rücktritt des früheren Landeshauptmann Leopold Wagner bzw. der Angelobung des neuen Landeshauptmanns Peter Ambrozy am 27. September 1988 bis zur Angelobung der Nachfolgeregierung Haider I am 21. April 1989. Die Landesregierung Ambrozy folgte dabei der Wagner IV nach.
Bei der Landtagswahl 1984 war ein Landtagsmandat von der Österreichischen Volkspartei (ÖVP) an die Freiheitliche Partei Österreichs (FPÖ) gewechselt, die Verteilung der Regierungssitze war jedoch gleich geblieben. Die Sozialdemokratische Partei Österreichs (SPÖ) stellte weiterhin vier der sieben Regierungsmitglieder, die nach dem Proporzsystem vergeben wurden. Die SPÖ entsandte dabei neben dem Landeshauptmann auch den Ersten Landeshauptmann-Stellvertreter und zwei Landesräte in die Regierung. Die ÖVP stellte neben dem Zweiten Landeshauptmann-Stellvertreter einen Landesrat. Die FPÖ war mit einem Landesrat in die Regierung vertreten.
Die Amtszeit der Landesregierung Ambrozy begann, als Leopold Wagner am 27. September 1988 sein Amt als Landeshauptmann zurücklag. Ihm folgte der bisherige Landtagsabgeordnete und Landesparteisekretär der SPÖ-Kärnten Peter Ambrozy nach, der noch am selben Tag gewählt wurde. Zudem legte an diesem Tag der 1. Landeshauptmann-Stellvertreter Erwin Frühbauer sein Amt nieder. Ihm folgte am 28. September der bisherige Landesrat Rudolf Gallob nach. Den frei gewordenen Posten des Landesrates nahm ab dem 28. September Herbert Schiller ein. Während der Amtszeit der Regierung kam es zu keinen Änderungen in der Regierungszusammensetzung.

## Regierungsmitglieder
| Amt                               | Name              | Partei | Referate |
| --------------------------------- | ----------------- | ------ | -------- |
| Landeshauptmann                   | Peter Ambrozy     | SPÖ    |          |
| 1. Landeshauptmann-Stellvertreter | Rudolf Gallob     | SPÖ    |          |
| 2. Landeshauptmann-Stellvertreter | Harald Scheucher  | ÖVP    |          |
| Landesrat                         | Herbert Schiller  | SPÖ    |          |
| Landesrat                         | Max Rauscher      | SPÖ    |          |
| Landesrat                         | Johann Ramsbacher | ÖVP    |          |
| Landesrat                         | Jörg Freunschlag  | FPÖ    |          |